# 小行星3232
小行星3232（3232 Brest）是一颗绕太阳运转的小行星，为主小行星带小行星。该小行星于1974年9月19日发现。
該小行星以白俄羅斯的城市布列斯特命名。

## 轨道参数
小行星3232的轨道半长轴为3.0249187 UA，离心率为0.076。